# Lupinus lanatus
Lupinus lanatus är en ärtväxtart som beskrevs av George Bentham. Lupinus lanatus ingår i släktet lupiner, och familjen ärtväxter. Inga underarter finns listade i Catalogue of Life.